# Coronel Bogado (Argentina)
Coronel Bogado é uma comuna da província de Santa Fé, na Argentina.